# Franz Alt

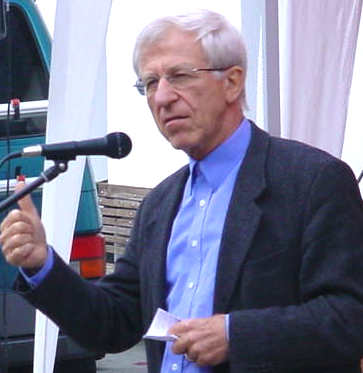
Franz Alt (2003)

Franz Alt, periodista y teólogo alemán, (1938 - )
Nació el 17 de julio de 1938 en Untergrombach (Alemania). 
Estudió Historia, Ciencias Políticas, Teología y Filosofía.
Desde 1968 fue redactor y reportero radiofónico en Baden-Baden.

## Obras
- El amor es posible
- La paz es posible
- Jesús, el primer hombre nuevo

- Datos: Q96149
- Multimedia: Franz Alt (Journalist) / Q96149